# The Emporium (San Francisco)

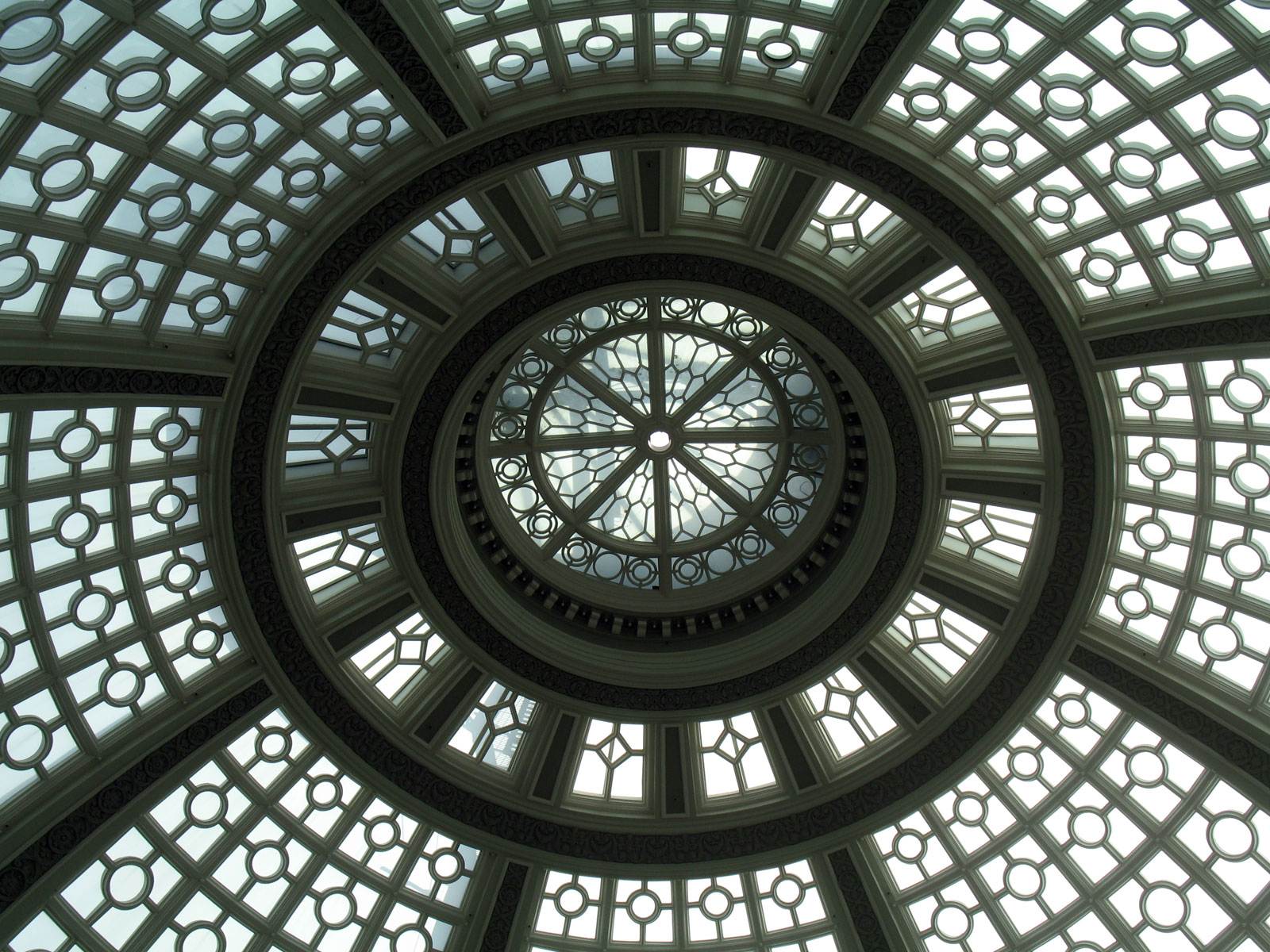
De koepel op de oude locatie in het centrum van San Francisco

The Emporium, van 1980 tot 1995 Emporium-Capwell, was een middelgrote warenhuisketen met het hoofdkantoor in San Francisco in de Amerikaanse staat Californië. De keten was actief van 1896 tot 1996. De vlaggenschiplocatie aan de Market Street in San Francisco was decennialang een bestemming om te winkelen en in de verschillende buitenwijken van de Bay Area had het warenhuis filialen.The Emporium en de zuster-warenhuisketens werden in 1995 overgenomen door Federated Department Stores, waarna veel vestigingen werden omgedoopt tot Macy's-vestiging.

## Geschiedenis
The Emporium was een warenhuis dat in 1896 in San Francisco werd opgericht door Adolph Feist als een coöperatie van individuele winkels in een gebouw dat eigendom was van Parrott Estate. Vervolgens werd in 1897, door de inspanningen van Frederick W. Dohrmann, een Duitse immigrant die in de jaren 1860 in Californië aankwam en een reputatie had opgebouwd in de algemene handels- en meelfabriekindustrie in de Bay Area, een fusie georkestreerd met de Golden Rule Bazaar, die in de jaren 1870 was opgericht door de broers Davis. 
In 1898 raakte de zoon van Dohrmann, A.B.C. Dohrman, officieel betrokken bij de dagelijkse gang van zaken en speelde samen met anderen een belangrijke rol bij de reorganisatie van het nieuwe Emporium. Hij was president van het bedrijf ten tijde van de dood van de oudere Dorhmann in 1914. In 1927 fuseerde The Emporium met het in Oakland gevestigde warenhuis H.C. Capwell, waardoor een nieuwe holding werd gevormd, Emporium-Capwell Co. Beide warenhuizen hielden hierbioj hun eigen identiteit.  
In de jaren na de Tweede Wereldoorlog, toen de bevolking van de Bay Area enorm toenam en zich ver buiten de stedelijke kernen van Oakland en San Francisco verspreidde, werden in verschillende voorsteden filialen van The Emporium geopend in nieuw ontwikkelde winkelcentra, voornamelijk in de county's San Mateo, Marin, Solano, Sonoma en Santa Clara. Capwell's concentreerde zijn naoorlogse uitbreiding in de voorsteden dichter bij Oakland en opende filialen in het zuiden van Alameda County en Contra Costa County .
Broadway-Hale Stores, later Carter Hawley Hale Stores, verwierf Emporium-Capwell Co. in 1970, en voegde zijn winkels in de San Francisco Bay Area samen onder de (nog steeds afzonderlijke) namen Emporium en Capwell. In 1980 werden ook deze twee formules samengevoegd onder de naam Emporium-Capwell. In 1990 werd de naam verkort tot Emporium. Een jaar later, in 1991, nam The Emporium de exploitatie over van de in Sacramento gevestigde warenhuisketen Weinstock's, die een vergelijkbare verkoopstrategie had. 
In 1995 werden de keten en het moederbedrijf (inmiddels omgedoopt tot Broadway Stores) overgenomen door Federated Department Stores, die de formules The Broadway, The Emporium en Weinstock  samenvoegde met zijn eigen Macy's California- en Bullock's-winkels om samen de divisie Macy's West te vormen en alle winkels te hernoemen als Macy's. Op de voormalige locatie van The Emporium in het Stanford Shopping Centre werd in 1996 een Bloomingdal's-warenhuis geopend. Na tien jaar onderhandelen, bureaucratische rompslomp en een intensieve periode van wederopbouw werd de voormalige vlaggenschipwinkel van The Emporium op Market Street op 28 september 2006 heropend als uitbreiding van het aangrenzende Westfield San Francisco Center, met onder meer een nieuw Bloomingdale's-filiaal. The Emporium-locaties in The Shops at Tanforan en NewPark Mall werden Target-winkels, terwijl Oakland, Hillsdale Shopping Center en Solano Town Center-locaties Sears werden. De locatie van Almaden Plaza werd onderverdeeld in verschillende winkelunits.

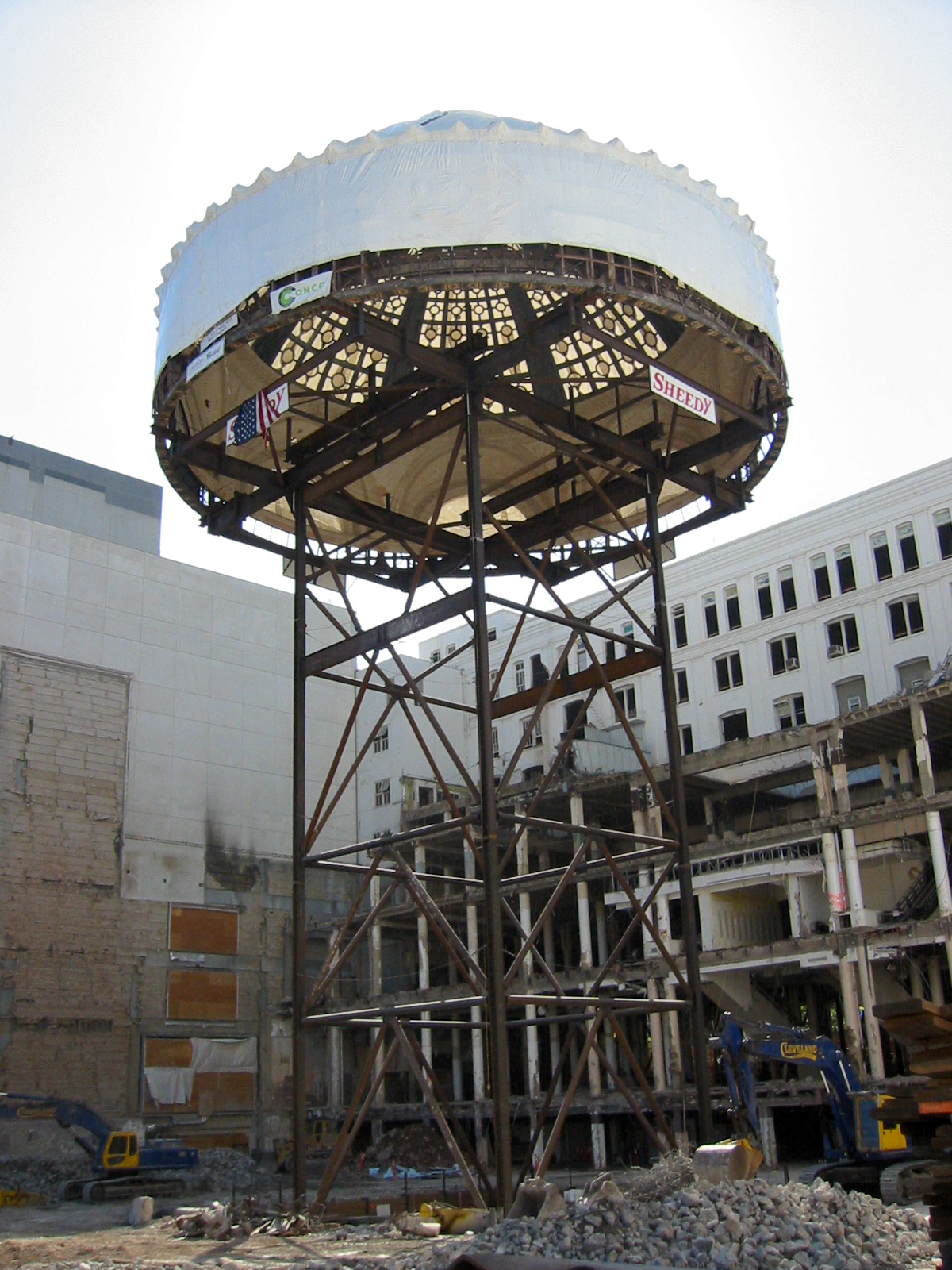
De koepel tijdens de tweede fase van de bouw van het Westfield San Francisco Center.

## Warenhuizen in San Francisco en Oakland
De vlaggenschiplocatie aan 835 Market Street, tussen 4th Street en 5th Street, was een winkelbestemming voor generaties consumenten in Noord-Californië. Het werd ontworpen door de architect Albert Pissis uit San Francisco, een van de eerste Amerikanen die werd opgeleid aan de École des Beaux Arts in Parijs. Het weerstond de aardbeving van 1906, maar werd verwoest door de daaropvolgende brand en herbouwd in 1908. In de decennia die volgden vonden er vele uitbreidingen en verbouwingen plaats. Het warenhuis was plaatselijk ook bekend om het vakantiecarnaval op het dak en de jaarlijkse Kerstparade, waarbij de kerstman per postkoets of kabeltram arriveerde om het kerstseizoen te openen.
Eind jaren 1980 was de vlaggenschipwinkel aan Market Street verbonden met het nieuwe San Francisco Shopping Center (anno 2023 bekend als het Westfield San Francisco Centre), een negen verdiepingen tellend overdekt winkelcentrum met als ankerhuurder een vlaggenschipwinkel van warenhuis Nordstrom. De Emporium-locatie werd definitief gesloten in februari 1996, en na enige controverse over het historische behoud van de gevel van het gebouw en andere elementen, werd het herontwikkeld door Forest City Enterprises en The Westfield Group als een uitbreiding van het bestaande San Francisco Center. In deze uitbreiding werd op 28 september 2006 een vlaggenschipwinkel van het in New York gevestigde Bloomingdale's  geopend. Het oude interieur is gestript en herbouwd om te voldoen aan seismische normen en om te voldoen aan moderne winkeleisen. Het historische koepelvormige glazen dak van het Emporium is gerestaureerd en vormt het middelpunt van de nieuwe gebouw. De ontwikkelaars kregen een boete van $ 2,5 miljoen voor het slopen van een deel van de toren en het niet behouden van delen van de constructie.
Het onlangs uitgebreide winkelcentrum in het centrum heeft een totale oppervlakte van 140.000 m²  en beschikt over de grootste Bloomingdale's-vestiging buiten New York en een bioscoopcomplex van Century Theaters met negen zalen.
De vlaggenschopwinkel van H.C. Capwell bevindt zich op de hoek van Broadway en 20th Street in het centrum van Oakland en werd geopend in augustus 1929. De monumentale structuur liep lichte constructieschade op tijdens de aardbeving in Loma Prieta in 1989 en was tijdelijk gesloten voor herstel. Begin 1990 werd het warenhuis heropend. Het was tientallen jaren een belangrijke winkelbestemming voor de inwoners van East Bay, tot Emporium in februari 1996 zijn deuren sloot. In maart 1996 werd de locatie ingenomen door Sears. Het bleef in gebruik bij Sears tot de verkoop en sluiting in de zomer van 2014, toen het volgens de planning zou worden gerenoveerd en verbouwd tot een hightech winkel-/kantoorruimte. In 2015 werd het gebouw gekocht door Uber en renoveerde het onder de naam Uptown Station om het hoofdkantoor van het bedrijf te worden. Uber verkocht het vervolgens in december 2017 aan de CIM Group.